# Тереза Тенг
Тереза Тенг (кит. трад. 鄧麗君, спр. 邓丽君, піньїнь: Dèng Lìjún, акад. Ден Ліцзюнь, англ. Teresa Teng; 29 січня 1953, Баочжун, Тайвань — 8 травня 1995, Чіангмай, Таїланд) — одна з найпопулярніших азійських поп-співачок, чиїми піснями в різний час (в період 1967—1995 років) захоплювалися слухачі майже всієї Азії.
У Китаї і Японії її називали живою зіркою 1980-х років. Донині диски з її піснями користуються величезним попитом, а обсяг продажів вже наблизився до 50 млн примірників.
Пісні Терези Тенг справили величезний вплив на весь азійський регіон і на його поп-культуру в цілому, особливо на Японію і Китай (з його автономними районами), крім того, в Гонконзі і на Тайвані Тенг була визнана найвпливовішою фігурою в музичній історії.
Протягом всього свого життя Тереза Тенг хворіла на бонхіальну астму. Звістка про її раптову смерть у Таїланді від нападу астми застала всіх зненацька. Тереза Тенг померла у віці 42 років, так і не встигнувши здійснити свою головну мрію, побувати у континентальній частині Китаю в рідних місцях своїх батьків.